# Альхесирас (футбольный клуб)
«Альхесирас» (исп. Algeciras CF) — испанский футбольный клуб из одноимённого города, в провинции Кадис в автономном сообществе Андалусия. Клуб основан в 1912 году, гостей принимает на арене «Нуэво Мирадор». Лучшим результатом является 3-е место в Сегунде в сезоне 1965/66.

## Сезоны по дивизионам
- Сегунда — 9 сезонов
- Сегунда B — 16 сезонов
- Терсера — 41 сезон
- Региональные лиги — 8 сезонов

## Достижения
- Сегунда B
  - Победитель: 2002/03
- Терсера
  - Победитель (7): 1955/56, 1961/62, 1987/88, 1999/2000, 2006/07, 2012/13, 2014/15